# Джанкой (Керч)
Джанко́й (крим. Canköy, у 1948-1992 — Ка́м'янка, також Пегади, двір Мельников, Татарська Слобідка) — місцевість Керчі, Україна, розташована на сході міста, колишнє село.

## Історія
Вперше в доступних джерелах селище зустрічається в «Пам'ятній книзі Таврійської губернії 1889» за результатами Х ревізії 1887, в якій Джанкой записаний у складі Керч-Єнікальського градоначальства з 53 дворами і 278 жителями.
У 1905 року у селищі було відкрито кримськотатарське училище.
Указом Президії Верховної Ради РРФСР від 18 травня 1948 року, Джанкой перейменували на Кам'янку.
В період з 1954 по 1968 рік село було включено до межі міста.
У 1992 року мікрорайону повернуто колишню назву Джанкой.